# ISO 3166-2
ISO 3166-2 е втората част на стандарта ISO 3166. Представлява система от геокодове, създадена за кодиране на имената на административните подразделения на държавите. Целта на стандарта е създаването на световна система от съкращения за всички административни подразделения на държавите, която да се използва за означаване при пакетиране и превоз на стоки. В някои случаи тези съкращения може да се използват за точно показване на произход при съмнение относно пълното име. Стандартът съдържа 3700 различни кода.

## Формат
ISO 3166-2 кодът се състои от две части, разделени с тире. Първата част на кода представлява двубуквено означение, взето от ISO 3166-1 alpha-2 кода, а втората част се състои от една, две или три букви или цифри. Втората част се базира на националните стандарти на държавите.

## Промени
Последвалите промени са публикувани в следните 6 бюлетина:
1. ISO 3166-2:2000-06-21
2. ISO 3166-2:2002-05-21
3. ISO 3166-2:2002-08-20
4. ISO 3166-2:2002-12-10
5. ISO 3166-2:2003-09-05
6. ISO 3166-2:2004-03-08

## Списъци за кодиране и декодиране
За да откриете кода за дадена държава вижте списъка с държавите в ISO 3166-1. Ако знаете двубуквения код на държавата (обикновено съвпада с нейния интернет код), използвайте дадената по-долу матрица.
Например: Виждате код ISO 3166-2:XX, където ХХ отговаря на код от ISO 3166-1 (ISO 3166-2:AU) търсите в административните подразделения на дадената страна (тук – на Австралия).